# Niccolò de' Conti
Niccolò de' Conti (Chioggia, 1395 – 1469) è stato un esploratore italiano, mercante veneziano che viaggiò in India e nel sud-est asiatico all'inizio del XV secolo.

## Biografia
De' Conti partì da Venezia nel 1419 circa e si stabilì a Damasco (Siria) dove studiò l'Arabo. Nel corso di 25 anni, viaggiò sotto le spoglie di un mercante musulmano in numerose aree dell'Asia, facilitato in questo dalla sua familiarità con le lingue e le culture del mondo islamico che gli permise anche di imbarcarsi su navi di mercanti islamici. I viaggi di Nicolò sono grosso modo contemporanei e coprono le stesse aree delle spedizioni cinesi dell'Ammiraglio Zheng He. I suoi resoconti sono contemporanei e abbastanza concordanti con quelli degli scrittori cinesi che erano sulle navi di Zheng He, come Ma Huan (che scrisse nel 1433) e Fei Xin (che scrisse attorno al 1436).

### Viaggi
De' Conti attraversò per la prima volta il deserto per raggiungere Baghdad, da cui salpò discendendo il Tigri fino a Bassora. Navigò quindi attraverso il Golfo Persico e si recò in Iran, dove apprese il persiano. In seguito attraversò il Mar d'Arabia fino a giungere a Cambay, nel Gujarat. Viaggiò in India, a Pacamuria, Helly e Vijayanagara, capitale del Deccan. Si spostò a Maliapur, sulla costa orientale dell'India (dovrebbe essere la moderna Mylapore, nel Chennai), dove visitò la tomba di San Tommaso, che secondo la tradizione vi avrebbe fondato una comunità cristiana. 
All'incirca nel 1421 egli giunse a Pedir, nella parte settentrionale di Sumatra, dove rimase per un anno, acquisendo conoscenza del luogo, soprattutto per quanto riguarda il commercio di oro e spezie. Da qui continuò il viaggio e dopo 16 giorni di navigazione giunse a Tenasserim sulla penisola malese. Salpò quindi verso la foce del Gange, visitando Bardhaman (in Bengala), e quindi proseguendo via terra fino ad Arakan (in Birmania). Dopo aver attraversato la Birmania, partì per Giava, dove passò nove mesi, prima di recarsi a Champa (nell'odierno Vietnam).
De Conti descrisse il sud-est asiatico come "superiore a tutte le altre regioni per ricchezza, cultura e magnificenza, e al pari dell'Italia per civiltà". Attorno al 1440 fece ritorno via nave in India (Quilon, Cochin, Calicut, Cambay) e quindi in Medio Oriente (Socotra, Aden, Berbera in Somalia, Jidda in Arabia), dalle quali viaggiò via terra fino al Cairo, passando per il Monte Sinai. Nicolò viaggiò assieme alla sua famiglia. Comunque sua moglie, che incontrò in India, e due dei suoi quattro figli, morirono in Egitto a causa di un'epidemia. Proseguì per l'Italia assieme ai due figli sopravvissuti. Fece ritorno a Venezia nel 1444.

### Resoconto dei suoi viaggi

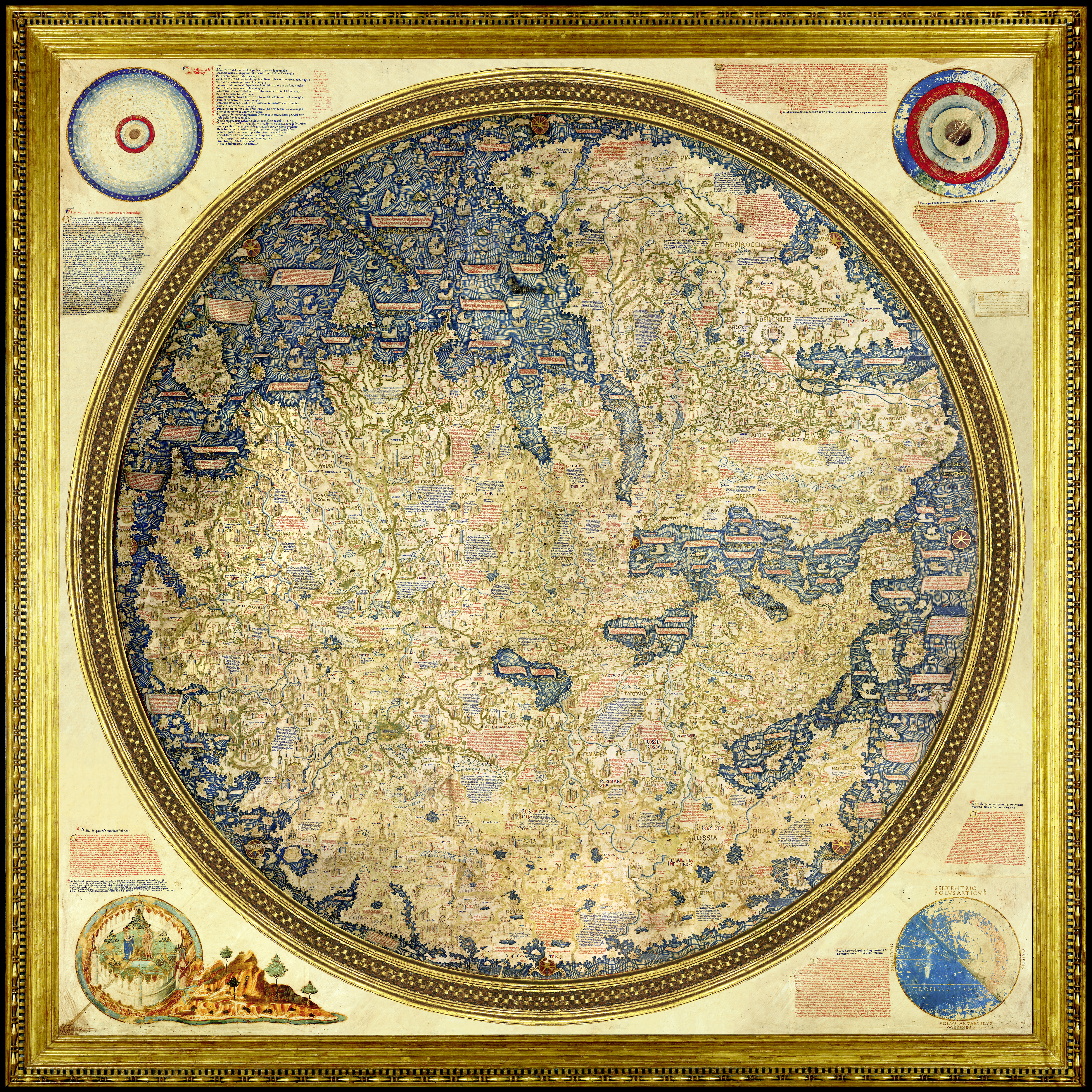
Il mappamondo di Fra Mauro che Niccolò Da Conti contribuì a disegnare con i suoi resoconti di viaggio

Nel corso dei suoi viaggi, de' Conti fu costretto a convertirsi all'Islam, e al ritorno, come penitenza, gli fu imposto da papa Eugenio IV di raccontare i suoi viaggi al segretario papale Poggio Bracciolini. Le registrazioni fatte da Poggio nel 1439, dei resoconti di Nicolò, costituiscono una delle migliori descrizioni dell'oriente da parte di un viaggiatore del XV secolo. Esse vennero incluse nel libro IV del suo De Varietate Fortunae (Le vicissitudini della fortuna).
I viaggi di Niccolò de' Conti, che circolarono inizialmente in forma manoscritta, si narra abbiano profondamente influenzato la comprensione geografica delle aree attorno all'Oceano Indiano nella metà del XV secolo. Il suo fu uno dei primi resoconti a descrivere le Isole della Sonda e le Isole delle Spezie, e contribuì a rivalutare l'opera di Marco Polo, alla quale prima di allora si dava poco credito. I suoi racconti probabilmente incoraggiarono i viaggi di esplorazione europei della fine del secolo.
De' Conti influenzò anche la cartografia del XV secolo, come si può notare nella Mappa Genovese (1447-1457), e nel lavoro del cartografo Fra Mauro, il cui importante mappamondo di Fra Mauro (1450 ca.) offriva una delle rappresentazioni più chiare del Vecchio Mondo. La "fonte degna di fiducia" che Fra Mauro cita nella scrittura della sua mappa, circa i viaggi di una "giunca dell'India" (letteralmente "Zoncho de India"), oltre il Capo di Buona Speranza e nell'Oceano Atlantico, attorno al 1420, confermando che era possibile circumnavigare l'Africa, si ritiene fosse lo stesso Niccolo de' Conti. 
La relazione di Niccolò de' Conti venne usata da diversi esploratori e viaggiatori, come Ludovico di Varthema (1510), e Antonio Pigafetta, che navigò attorno al mondo con la spedizione di Ferdinando Magellano.

## Edizioni
Le prime edizioni stampate dei resoconti di de' Conti, vennero fatte nel 1492, in latino, da Cristoforo da Bollate e dedicate a Pietro Cara, che si apprestava ad un viaggio in India. Seguirono diverse traduzioni, in portoghese (1502) e spagnolo (1503). 
La prima edizione in italiano sembrerebbe essere una traduzione dal portoghese, e divenne parte di una raccolta di resoconti di viaggiatori pubblicata nel 1550 da Giovanni Battista Ramusio. La prima edizione inglese venne tradotta dallo spagnolo e stampata nel 1579 da John Frampton, usando una combinazione dei racconti di Marco Polo e di de' Conti.